# Christine de Bruin
Christine de Bruin (ur. jako Christine Bushie 3 marca 1989 w Edmonton) – kanadyjska bobsleistka, dwukrotna medalistka mistrzostw świata w Whistler.

## Życie prywatne
Jest zamężna z holenderskim bobsleistą Ivem de Bruinem.

## Kariera
Zanim została bobsleistką przez dwa lata reprezentowała w konkurencjach lekkoatletycznych Uniwersytet Alberty, na którym studiowała wychowanie fizyczne i rekreację. Gdy straciła zainteresowanie lekkoatletyką trener przekonał ją do wyjazdu do Calgary i spróbowania tam sił w bobslejach, argumentując to dużymi szansami na udział w igrzyskach olimpijskich przy uprawianiu tej dyscypliny. 
Przez pierwsze półtora roku jeździła jako rozpychająca - w takim charakterze 8 grudnia 2012 roku zaliczyła pierwszy występ w Pucharze Świata, zajmując na rozgrywanych w Winterbergu zawodach sezonu 2012/2013 7. miejsce w konkurencji drużynowej, w której jej pilotką była Jennifer Ciochetti. Na początku 2013 roku zaczęła jeździć jako pilotka, startując w tej roli w Pucharze Ameryki Północnej. 3 grudnia 2016 roku miał miejsce jej debiut jako pilotki i zarazem zdobycie pierwszych punktów w Pucharze Świata, kiedy to na rozgrywanych w Whistler zawodach sezonu 2016/2017 zajęła wraz z rozpychającą Genevieve Thibault 12. miejsce w dwójkach. 2016 rok to dla niej także udział w mistrzostwach świata w Igls, na których zajęła 16. miejsce w dwójkach. W 2017 roku wystartowała w mistrzostwach świata w Königssee, z których wróciła z 11. miejscem w drużynie i 13. w dwójkach.
W 2018 roku wzięła udział w igrzyskach olimpijskich w Pjongczangu, na których zajęła 7. miejsce w konkurencji dwójek. 5 stycznia 2019 roku zaliczyła pierwsze podium w Pucharze Świata, kiedy to na zorganizowanych w Altenbergu zawodach sezonu 2018/2019 zajęła 2. miejsce, rozdzielając na podium wraz z rozpychającą Kristen Bujnowski Niemki Mariamę Jamankę i Annikę Drazek oraz Amerykanki Elanę Meyers-Taylor i Lake Kwazę. W tym samym roku pojawiła się na mistrzostwach świata w Whistler, na których zdobyła srebrny medal w konkurencji drużynowej, w której jej drużyna, współtworzona przez Kristen Bujnowski, Nicka Poloniato, Keefera Joyce’a, Dave’a Greszczyszyna i Mirelę Rahnevą rozdzieliła na podium ekipy z Niemiec oraz Stanów Zjednoczonych i brązowy w konkurencji dwójek, w której startując z Kristen Bujnowski przegrała tylko z dwójkami niemieckimi: Mariama Jamanka/Annika Drazek oraz Stephanie Schneider/Ann-Christin Strack. W Pucharze Świata w sezonie 2019/2020 zajęła trzecie miejsce w klasyfikacji generalnej. W lutym 2020 roku podczas mistrzostw świata w Altenbergu, ponownie wraz z Kristen Bujnowski zdobyła brązowy medal w dwójkach.